# Борисевич Георгій Христианович
Георгій Христианович (Хрисанфович) Борисевич (1914 , Одеса, Херсонська губернія  — 1981 , Одеса ) — радянський футболіст, захисник.

## Біографія
Вихованець команди «Шкіртрест» (Одеса). Виступав за команди майстрів «Динамо» Казань (1934—1937, 1947—1948), «Динамо» (Одеса) (1938—1939) та «Харчовик» (Одеса) (1940).
У вищому дивізіону чемпіонату СРСР в 1938—1939 роках провів 19 ігор за «Динамо» (Одеса).
Після завершення ігрової кар'єри працював маляром на Одеському заводі радіально-свердлильних верстатів.

## Особисте життя
Старший брат Іван (1910—1957) також футболіст.
Помер Георгій Борисевич у 1981 році